# Motete
El Motete (del francés motet, y este de mot: 'palabra, mote') es una composición  polifónica nacida en el siglo XIII para ser cantada en las iglesias, y sus temas son comúnmente bíblicos. Se trataba de canciones para el culto religioso a 4 voces en latín y "a capella" (sin instrumentos). Hasta el siglo XVII, seguía siendo una de las formas musicales más importantes de la música polifónica.
Nació en el siglo XIII y se expandió como pieza vocal polifónica sin acompañamiento instrumental (a capella), con carácter dramático e imitativo.

## Edad Media
El uso medieval del término motete corresponde a una composición vocal a varias voces. Estaba basada sobre una melodía litúrgica "dada" (es decir, no original, no compuesta especialmente), llamada ténor (acentuada en la 'e'), la cual podía ser cantada o tal vez tocada con algún instrumento, ya que incluso en algún caso esto se indica claramente (como en el In seculum viellatoris del Codex Bamberg, por ejemplo). En ocasiones, incluso en obras de uso religioso, la melodía dada era de origen profano. En ese sentido, el motete sucedió al conductus, incluso en su vertiente más reivindicativa.
El motete pasó a convertirse en el género musical más importante del siglo XIII; a partir de 1250, sólo quedó esta forma (prácticamente se dejaron de componer conductus y organum). Su origen se encuentra en un tipo de 'tropo vertical', sobre los ténores o las partes de organum o discantus. Se les añadió un texto nuevo (y diferente, incluso en distinto idioma), y se les llamó Duplum y Motetus (y, para más voces, Triplum, Quadruplum, etcétera).
No se puede afirmar que el motete sea una forma musical, ya que, rigurosamente, esta denominación la desarrollaron los teóricos y compositores del siglo XVIII. Por tanto, se podría considerar un género musical.
El motete, desarrollado a partir del organum, habitualmente a partir de los de Perotin, añadía un texto silábico para las voces superiores (el mismo texto para todas ellas). Entonces, su forma es muy similar a la del conductus: se le llama motete-conductus. Este motete-conductus no gozó de evolución posterior.
La evolución del motete surgió de las letras añadidas a las cláusulas (secciones de discanto) de los antiguos organa. Los más primitivos ejemplos son cláusulas de discanto a dos voces, en las que al duplum se le añade un texto religioso en latín que comenta el canto. A partir de ahí, se encuentran composiciones a tres (esto era lo más frecuente en la época) o cuatro voces, creadas a partir de cláusulas sustitutivas: se le añade un texto diferente a cada una de las voces superiores (incluso en diferentes idiomas). Apareció así una característica muy importante del motete de esta época: la politextualidad. Con el tiempo, se añadirían textos profanos en francés a las voces superiores, lo que hizo que el motete se convirtiera en una forma independiente y saliera del contexto litúrgico, y que comenzara, así, la existencia de música profana polifónica (aunque realmente se desconoce todavía su uso práctico concreto).
La evolución del motete en la historia de la música fue muy curiosa: su origen fue sacro, pasó a ser profano y luego volvería a ser sacro. El término motete se comenzó a utilizar cuando perdió su uso litúrgico ("mot" significa "palabra", en francés). Incluso existen motetes bilingües en los cuales el duplum puede ir en latín y llevar texto religioso, y el triplum, en francés y texto profano. Los textos no tenían que ver nada entre sí, pero solo en apariencia, ya que habitualmente habían sido seleccionados para crear complicados simbolismos, relaciones y metáforas entre sus significados (como ya se observaban en los conductus).
En la segunda mitad del siglo XIII, había un motete con tres voces diferenciadas, cada una con un texto y un carácter distintos. Es el motete característico de Franco de Colonia. En este, el tenor va en valores más largos y tiene texto en latín mínimo (se trata de un cantus firmus). Por encima del tenor, estaba el duplum, con texto profano en francés de carácter melancólico, y en la parte superior se encontraba el triplum, que lleva texto profano en francés, pero de carácter más alegre y con ritmo más rápido.
Con estos motetes había un problema, ya que el sistema rítmico modal que se utilizaba hasta entonces en los organa no era el más adecuado. El texto de las voces superiores era silábico (difícil de adaptar el texto y de reconocer el modo rítmico), por lo que en la segunda mitad del siglo XIII se empezó a desarrollar un tipo de notación mensural para poder indicar el valor absoluto de las notas, independientemente del lugar donde se encontrasen (en su mayor parte). El primer tratado en el que apareció este tipo de notación fue el "Ars cantus mensurabilis", de Franco de Colonia.
Los motetes dejaron de escribirse en forma de partitura (es decir, una voz sobre otra) y comenzaron a escribirse en formato de libro de coro, casi siempre a doble página (el duplum en un lado, el motetus en el otro y el tenor bajo los dos). Es posible que este cambio, en parte, se diera porque los pergaminos eran escasos y caros (aparte, el tenor ocupaba menos espacio que las voces superiores).
Una técnica compositiva usada frecuentemente al final de los motetes era el hoquetus ("eco", "hipo", "hueco"), en la cual, las voces se contestaban silencio contra nota, alternativamente. Algunas composiciones eran casi completamente hoquetus.

## Renacimiento
Ya a finales del siglo XIV, aunque especialmente en el XV y XVI, con la Escuela de Borgoña, el motete recobró su carácter sacro, dejó de ser politextual, y se convirtió en , sobre un solo texto y sin cantus firmus. Apareció el motete para voz solista, con acompañamiento instrumental. En la segunda mitad de siglo, los compositores franco-flamencos hicieron del motete un género tan importante como la misa. Se convirtió en una composición coral sobre cantus firmus, a la que Josquin des Prés dio su forma definitiva dentro de la polifonía renacentista.
En la segunda mitad del siglo XVI, apareció el motete policoral de la escuela veneciana, que utilizaba más de un coro para crear 'efectos espaciales', tales como ecos o pregunta-respuesta.
Algunos de los compositores relevantes de motetes fueron:
- Alexander Agrícola
- Guillaume Dufay
- Gilles Binchois
- Antoine Busnois
- William Byrd
- Johannes Vodnianus Campanus
- Loyset Compère
- Josquin des Prés
- John Dunstable
- Pedro Fernández de Castilleja
- Antoine de Févin
- Francisco Guerrero
- Nicolas Gombert
- Heinrich Isaac
- Pierre de La Rue
- Orlando di Lasso
- Cristóbal de Morales
- Jean Mouton
- Jacob Obrecht
- Johannes Ockeghem
- Giovanni Pierluigi da Palestrina
- Thomas Tallis
- John Taverner
- Tomás Luis de Victoria

## Barroco

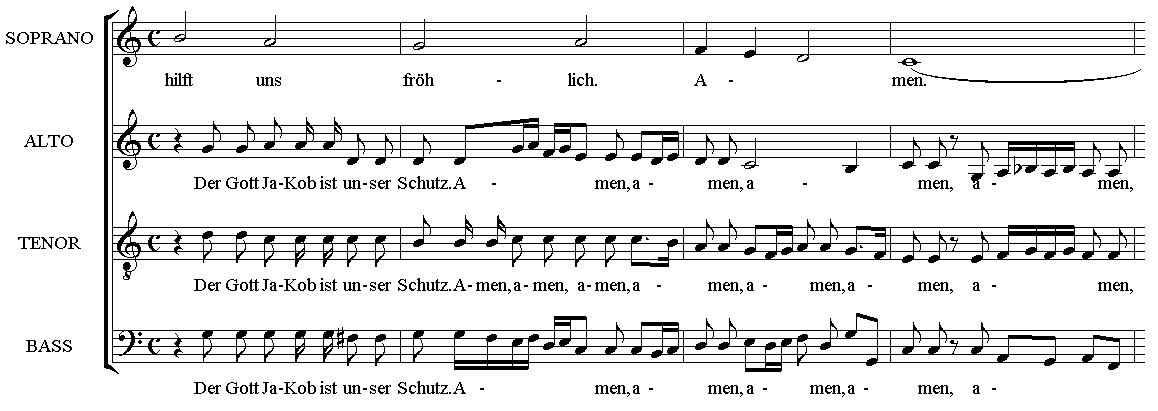
Motete de Johann Pachelbel, Gott ist unser Zuversicht, Psalm 46

El nombre "motete" se preservó en la música barroca, especialmente en Francia, donde la palabra fue aplicada a "petits motets", composiciones sacras cuyo único acompañamiento era un bajo continuo, y "grands motets", incluyendo instrumentos hasta una orquesta completa.
De este último estilo de motetes Jean-Baptiste Lully fue un importante compositor. Los motetes de Lully a menudo incluyen partes de solistas y corales. Son de larga duración, incluyendo diversos movimientos en los que se utilizan solistas, coros y diversos instrumentos. Estos motetes continuaron la tradición renacentista de obras semi-seculares en latín, como por ejemplo en "Plaude laetare Gallia", escrita para celebrar el bautismo del hijo del Rey Luis XIV: su texto (por Pierre Perrin) comienza así;
Plaude laetare Gallia
Rore caelesti rigantur lilia,
Sacro Delphinus fonte lavatur
Et christianus Christo dicatur.
(Alégrate y canta, Francia, el lirio es bañado con celestial rocío, el Delfín es bañado en la fuente sagrada, y el cristiano es dedicado a Cristo)
También en Alemania, las piezas llamadas motetes fueron escritas en el nuevo lenguaje musical del barroco. Heinrich Schütz escribió muchos motetes en una serie de publicaciones llamadas Symphoniae sacrae, algunas en latín y otras en alemán.
Johann Sebastian Bach también escribió seis obras llamadas motetes; son `piezas relativamente largas con texto en alemán, sobre textos sagrados para coro y bajo continuo:
- BWV 225 Singet dem Herrn ein neues Lied (1726)
- BWV 226 Der Geist hilft unser Schwachheit auf (1729)
- BWV 227 Jesu, meine Freude (?)
- BWV 228 Fürchte dich nicht, ich bin bei dir (?)
- BWV 229 Komm, Jesu, komm! (1730 ?)

## En la música religiosa
En los siglos XIII y XIV, el motete se convirtió en una serie de variaciones polifónicas corales religiosas, usualmente en latín, sobre un texto en general no litúrgico. Es el equivalente en la Iglesia católica de la ántiphon ('antífona', canto responsorial inglés de la Iglesia de Inglaterra).
Un uso más bien excepcional del término motete es cuando se aplica a una obra de carácter parecido al anterior (coral, de carácter serio) pero no es eclesiástica. Por ejemplo, el inglés Hubert Parry denominó motetes a sus Songs of Farewell (Canciones de adiós) (1916-1918).

## Grabaciones
- Tallis - If ye love me  (enlace roto disponible en Internet Archive; véase el historial, la primera versión y la última).